# 봄을 기다리는 우리들
《봄을 기다리는 우리들》(일본어: 春待つ僕ら)은 일본의 만화가 아나신의 연재 만화이다. 2014년 4월부터 코단샤를 통해 출판되었으며, 2019년 9월 24일에 전 13권으로 완결되었다.